# 田森美咲
田森 美咲（たもり みさき、1992年6月25日 - ）は、日本の元タレント。過去の所属事務所はアミューズ。北海道出身。

## 人物
- 特技はいろんな国の「ありがとう」を言えること[4]。
- 尊敬する人は長谷川潤、イモトアヤコ[4]。理由はいろいろなことに挑戦し続けているから[4]。
- 2015年9月24日、恵比寿★マスカッツのメンバーとなる。マスカッツのことはオーディション前までは知らなかったが、オーディションを受けながら、マスカッツに興味を持っていった[4]。
- 恵比寿★マスカッツの冠番組『マスカットナイト』の中で、「家が汚い」という噂を確かめるためスタッフが家に行ったところゴミ屋敷同然の部屋に住んでおり、メンバーは騒然となったが、翌月の放送で綺麗好きのメンバー・三田羽衣が懸命に掃除をしたことで見違えるほどきれいな部屋となった。
- 2018年3月30日、アミューズを退社[2]。恵比寿マスカッツの活動は今後も続けていくと発表した[2]。
- 2018年12月15日、品川ステラボールでのライブ「冬の卒業式〜言っとくけど私たちず〜っとマスカッツ好きだからなSP〜」を以て他5人のメンバー（湊莉久、古川いおり、夏目花実、スーブー、神咲詩織）と共に恵比寿マスカッツを卒業し芸能界も引退した[5]。

## 出演

### テレビ
- アイドルの穴〜日テレジェニックを探せ!〜（2010年4月11日 - 4月25日、日本テレビ）3回目放送で脱落
- 探せ!世界の健・美・食 ワールド・ビューティー・アドベンチャー（2011年5月21日、TBS）
- スイッチ!（2014年8月14日、東海テレビ）
- 紺野、今から踊るってよ（2015年7月1日、テレビ東京）
- 村上マヨネーズのツッコませて頂きます!（2015年9月13日、関西テレビ）
- ウタフクヤマ（2015年10月4日・10月11日、フジテレビ）
- マスカットナイト（2015年10月8日 - 2017年3月30日、テレビ東京）
- 4コマコント 起笑転結（2015年11月3日、日本テレビ）
- 駆け込みドクター!運命を変える健康診断（2015年11月8日、TBS）
- バラいろダンディ（2015年11月26日、TOKYO MX）
- 芸人報道1時間SP（2015年12月28日、日本テレビ）
- グサッとアカデミア〜人生に合格する女の現実学〜（2016年2月13日、日本テレビ）
- TERRACE HOUSE BOYS & GIRLS IN THE CITY（2016年3月22日 - 、フジテレビ・Netflix）
- どうぶつBANG!!（2016年4月1日、テレビ東京）
- 遺産相続弁護士 柿崎真一 第6話（2016年8月11日、日本テレビ）
- マスカットナイト・フィーバー!!!（2017年4月6日 - 9月28日、テレビ東京）
- 恵比寿マスカッツ横丁!（2017年10月5日 - 12月28日、テレビ東京）

### 舞台
- ORANGE（2015年2月4日 - 2月11日）

### ライブ・イベント
- 福田彩乃5周年初単独ライブ-はじめまして-（2015年7月19日、他）
- デリシャカス2015（2015年8月28日）

### CM
- ソフトバンク（2015年）